# Jere Burns
Jere Burns, all'anagrafe Jerald Eugene Burns II (Cambridge, 15 ottobre 1954), è un attore statunitense.

## Biografia
Figlio di una casalinga e di un carpentiere, inizia a recitare dopo gli studi.

## Filmografia parziale

### Cinema
- Caro zio Joe (Greedy), regia di Jonathan Lynn (1994)
- Hit List - Il primo della lista (Hit List), regia di William Lustig (1989)
- Crocodile Dundee 3 (Crocodile Dundee in Los Angeles), regia di Simon Wincer (2001)
- Prom - Ballo di fine anno (Prom), regia di Joe Nussbaum (2011)
- Gli Incredibili 2 (Incredibles 2), regia di Brad Bird (2018) - voce

### Televisione
- Hill Street giorno e notte (Hill Street Blues) – serie TV (1984)
- Ohara – serie TV (1987)
- Caro John (Dear John) – serie TV, 90 episodi (1988-1992)
- Due come noi (Jake & The Fatman) – serie TV (1988)
- Tre minuti a mezzanotte (Turn Black the Clock) – film TV, regia di Larry Elikann (1989)
- Perry Mason: Una ragazza intraprendente (Perry Mason: The Case of the Defiant Daughter) – film TV (1990)
- Troppi in famiglia (Something So Right) – serie TV (1996-1998)
- Fantasy Island - serie TV, episodio 1x03 (1998)
- La mia amica speciale (Life-Size), regia di Mark Rosma – film TV (2000)
- Good Morning, Miami – serie TV, 35 episodi (2002-2004)
- Sabrina, vita da strega (Sabrina, the Teenage Witch) – serie TV (2003)
- Help Me Help You – serie TV, 14 episodi (2006-2007)
- Psych – serie TV (2008)
- La strana coppia (The Good Guys) – serie TV (2010)
- Breaking Bad - serie TV (2010)
- Justified - serie TV (2010-2015)
- Grey's Anatomy – serie TV (2013)
- Bates Motel  – serie TV (2013)
- Angie Tribeca – serie TV, 40 episodi (2016-2018)
- I'm Dying Up Here - Chi è di scena? (I'm Dying Up Here) – serie TV, 5 episodi (2017-2018)
- X-Files, serie TV, 1 episodio (2018)
- Morte e altri dettagli (Death and Other Details) – serie TV, 9 episodi (2024)

## Doppiatori italiani
Nelle versioni in italiano delle opere in cui ha recitato, Jere Burns è stato doppiato da:
- Stefano Benassi in Help Me Help You, Angie Tribeca, All Rise, Morte e altri dettagli
- Massimo Lodolo in Ohara, Due come noi, Tre minuti a mezzanotte, La strana coppia
- Luca Biagini in Troppi in famiglia, Burn Notice - Duro a morire, Prom - Ballo di fine anno
- Oliviero Dinelli in Good Morning, Miami, NCIS: Los Angeles
- Angelo Maggi in Breaking Bad, Suits
- Oreste Baldini in Caro John
- Vittorio De Angelis in Caro zio Joe
- Fabrizio Pucci in Crocodile Dundee 3
- Franco Zucca in Boston Legal (ep. 4x12)
- Teo Bellia in Psych
- Roberto Pedicini ne La vita secondo Jim
- Danilo De Girolamo in CSI - Scena del crimine
- Roberto Chevalier in Justified
- Davide Marzi in Hawaii Five-0
- Lucio Saccone in Grey's Anatomy
- Ennio Coltorti in Major Crimes
- Alessandro Ballico in Lucifer
- Gino La Monica in I'm Dying Up Here - Chi è di scena?
- Stefano De Sando in X-Files
- Antonio Palumbo in Amiche per la morte - Dead to Me
- Riccardo Lombardo in FBI

Da doppiatore è stato sostituito da:
- Luca Dal Fabbro in Kim Possible